# Municipio Charaña
Das Municipio Charaña liegt im Departamento La Paz im südamerikanischen Anden-Staat Bolivien.

## Lage im Nahraum
Das Municipio Charaña ist eines von acht Municipios der Provinz Pacajes und liegt im südwestlichen Teil der Provinz. Es grenzt im Nordwesten an die Provinz José Manuel Pando, im Westen an die Republik Chile, im Südosten und Osten an das Municipio Calacoto und im Norden an das Municipio Caquiaviri.
Das Municipio umfasst 86 Ortschaften (localidades), der zentrale Ort des Municipios ist Charaña mit 1177 Einwohnern (Volkszählung 2012) ganz am westlichen Rand des Municipios.

## Geographie
Das Municipio Charaña liegt auf einer mittleren Höhe von 4100 m südlich des Titicacasees auf dem bolivianischen Altiplano zwischen den Anden-Gebirgsketten der Cordillera Occidental im Westen und der Cordillera Central im Osten.
Die Region Charaña hat ein semiarides Klima, da im Jahresverlauf über mehr als sechs Monate die Niederschläge für den Pflanzenwuchs nicht ausreichen. Die mittlere Jahrestemperatur im Municipio Charaña liegt bei 8,3 °C, der Jahresniederschlag beträgt nur 300 mm. Die Region weist ein ausgeprägtes Tageszeitenklima auf, die Monatsdurchschnittstemperaturen schwanken nur unwesentlich zwischen knapp 5 °C von Juni bis Juli und knapp über 10 °C von November bis Januar. Die Monatsniederschläge liegen zwischen unter 10 mm in den Monaten Mai bis Oktober und etwa 50 mm von Dezember bis März.

## Bevölkerung
Die Einwohnerzahl des Municipios Charaña ist zwischen 1992 und 2024 um mehr als drei Viertel angestiegen:
| Jahr | Einwohner | Quelle       |
| ---- | --------- | ------------ |
| 1992 | 2473      | Volkszählung |
| 2001 | 2766      | Volkszählung |
| 2012 | 3246      | Volkszählung |
| 2024 | 4124      | Volkszählung |

Das Municipio hatte bei der letzten Volkszählung von 2024 eine Bevölkerungsdichte von 1,4 Einwohnern/km², die Lebenserwartung der Neugeborenen im Jahr 2001 lag bei nur 53,8 Jahren, die Säuglingssterblichkeit war von 7,9 Prozent (1992) auf 9,9 Prozent im Jahr 2001 gestiegen.
Der Alphabetisierungsgrad bei den über 19-Jährigen beträgt 88,3 Prozent, und zwar 96,0 Prozent bei Männern und 80,0 Prozent bei Frauen (2001).
87,4 Prozent der Bevölkerung sprechen Spanisch, 83,9 Prozent sprechen Aymara, und 0,5 Prozent Quechua. (2001)
90,3 Prozent der Bevölkerung haben keinen Zugang zu Elektrizität, 82,2 Prozent leben ohne sanitäre Einrichtung (2001).
51,7 Prozent der insgesamt 846 Haushalte besitzen ein Radio, 8,4 Prozent einen Fernseher, 52,8 Prozent ein Fahrrad, 5,8 Prozent ein Motorrad, 2,5 Prozent ein Auto, 0,2 Prozent einen Kühlschrank und 0,7 Prozent ein Telefon. (2001)

## Politik
Ergebnis der Regionalwahlen (concejales del municipio) vom 4. April 2010:
| Wahlberechtigte |  | Stimmen | gültig |  | MAS-IPSP | FPV    | MSM    |
| --------------- |  | ------- | ------ |  | -------- | ------ | ------ |
| 1.390           |  | 1.247   | 901    |  | 374      | 327    | 200    |
|                 |  | 89,7 %  | 72,3 % |  | 41,5 %   | 36,3 % | 22,2 % |

Ergebnis der Regionalwahlen (elecciones de autoridades políticas) vom 7. März 2021:
| Wahl- berechtigte |  | Wahl- beteiligung | gültige Stimmen |  | MAS-IPSP | J.A.LLALLA.L.P. | PBCSP  | MTS    | ASP    | FPV    | SOL.BO |
| ----------------- |  | ----------------- | --------------- |  | -------- | --------------- | ------ | ------ | ------ | ------ | ------ |
| 1.607             |  | 1.322             | 1.202           |  | 469      | 366             | 98     | 93     | 61     | 27     | 20     |
|                   |  | 82,27 %           | 90,92 %         |  | 39,02 %  | 30,45 %         | 8,15 % | 7,74 % | 5,07 % | 2,25 % | 1,66 % |

## Gliederung
Das Municipio untergliederte sich bei der letzten Volkszählung von 2012 in die folgenden fünf Kantone (cantones):
- 02-0305-01 Kanton Charaña – 30 Ortschaften – 2.099 Einwohner
- 02-0305-02 Kanton Chiaraqui – 6 Ortschaften – 127 Einwohner
- 02-0305-04 Kanton General Perez – 15 Ortschaften – 347 Einwohner
- 02-0305-05 Kanton Ladislao Cabrera – 19 Ortschaften – 385 Einwohner
- 02-0305-06 Kanton Río Blanco – 16 Ortschaften – 288 Einwohner

## Ortschaften im Municipio Charaña
- Kanton Charaña
  - Charaña 1177 Einw.